# A Flintstone család: Subidubidú...!
Az Ásó, kapa, ürömapa vagy így lesz az ősember nős ember vagy A Flintstone család: Subidubidú…! (eredeti cím: I Yabba-Dabba Do!) 1993-ban bemutatott amerikai televíziós rajzfilm, amelyet Joseph Barbera és William Hanna rendezett. Az animációs játékfilm producere Takamoto Ivao. A forgatókönyvet Rich Fogel és Mark Seidenberg írta, a zenéjét John Debney szerezte. A tévéfilm a Hanna-Barbera gyártásában készült. Műfaja filmvígjáték.
Amerikában 1993. február 7-én az ABC sugározta, Magyarországon két szinkronos változat készült belőle, amelyekből az elsőt 1994-ben adták ki VHS-en, a másodikat 2007-ben mutatta be a Boomerang.

## Szereplők
| Szereplő                      | Eredeti hang          | Magyar hang                     | Magyar hang                          |
| Szereplő                      | Eredeti hang          | 1. magyar változat (ZOOM, 1994) | 2. magyar változat (Boomerang, 2007) |
| ----------------------------- | --------------------- | ------------------------------- | ------------------------------------ |
| Kovakövi Frédi                | Henry Corden          | Kránitz Lajos                   | Papp János                           |
| Kavicsi Béni                  | Frank Welker          | Kerekes József                  | Mikó István                          |
| Dínó                          | Frank Welker          | Bartucz Attila                  | Szokol Péter                         |
| Kovakövi Enikő                | Megan Mullally        | Kiss Erika                      | Bogdányi Titanilla                   |
| Kavicsi Benő                  | Jerry Houser          | Bor Zoltán                      | Halasi Dániel                        |
| Kovakövi Vilma                | Jean Vander Pyl       | Kocsis Mariann                  | Für Anikó                            |
| Kőkobakiné                    | Jean Vander Pyl       | Riha Zsófi                      | Némedi Mari                          |
| Kavicsi Irma                  | B. J. Ward            | Jani Ildikó                     | Pogány Judit                         |
| Vilma anyja                   | Janet Waldo           | Némedi Mari                     | Bókai Mária                          |
| Kőkobaki úr                   | John Stephenson       | Horkai János                    | Tolnai Miklós                        |
| Nászhuszár anyuka             | N/A                   | Hárai Ágnes                     | Molnár Piroska                       |
| Kemény nászhuszár             | N/A                   | Gyürki István                   | Berzsenyi Zoltán                     |
| Borostás nászhuszár           | N/A                   | Rudas István                    | Elek Ferenc                          |
| Enikő egyik barátnője         | N/A                   | Koffler Gizi                    | Kokas Piroska                        |
| Zongorista                    | Brian Stokes Mitchell | eredeti nyelven                 | Csuha Lajos                          |
| Kövület úr                    | Michael Bell          | Soós László                     | Cs. Németh Lajos                     |
| Önmaga                        | Joseph Barbera        | Soós László                     | Kardos Gábor                         |
| Mamut porszívó                | N/A                   | Soós László                     | Grúber Zita                          |
| Szélhámos kőfej               | N/A                   | Soós László                     | Haagen Imre                          |
| Szabó                         | N/A                   | Soós László                     | Gardi Tamás                          |
| Kőper-field Dávid             | N/A                   | Soós László                     | Lippai László                        |
| Ügyvéd                        | N/A                   | Soós László                     | Várday Zoltán                        |
| Tiszteletes                   | N/A                   | Soós László                     | Uri István                           |
| Kamerás                       | N/A                   | Soós László                     | Holl Nándor                          |
| Ócskás                        | N/A                   | Garai Róbert                    | Holl Nándor                          |
| Emelő ősteknős                | N/A                   | Imre István                     | Szabó Máté                           |
| TV bemondó                    | N/A                   | Imre István                     | Csuha Lajos                          |
| Sün tűpárna                   | N/A                   | Imre István                     | Bolla Róbert                         |
| Rózsaszín dínóbusz            | N/A                   | Imre István                     | Bolla Róbert                         |
| Lila dínóbusz                 | N/A                   | Imre István                     | Katona Zoltán                        |
| Királyi Ökör igazgatója       | N/A                   | Imre István                     | Kardos Gábor                         |
| Játékmester                   | N/A                   | Imre István                     | Végh Ferenc                          |
| Másológép                     | N/A                   | Balázsi Gyula                   | Palóczy Frigyes                      |
| Önmaga                        | William Hanna         | Kardos Gábor                    | Palóczy Frigyes                      |
| Kőagyú Józsi                  | Don Messick           | Kardos Gábor                    | Pálfai Péter                         |
| Biztos úr                     | N/A                   | Kardos Gábor                    | Kajtár Róbert                        |
| Ékkövi úr                     | N/A                   | Kardos Gábor                    | Rudas István                         |
| Séf                           | N/A                   | Kardos Gábor                    | Várday Zoltán                        |
| Felügyelő                     | N/A                   | Kardos Gábor                    | ifj. Jászai László                   |
| Rendőrőrmester                | N/A                   | Kardos Gábor                    | Törköly Levente                      |
| Bankár                        | N/A                   | Kardos Gábor                    | Kardos Gábor                         |
| Kőper-field Dávid társa       | N/A                   | Pataky Imre                     | Csuha Lajos                          |
| Gyümölcsdaráló                | N/A                   | Pataky Imre                     | Szabó Máté                           |
| Mamut                         | Randy Crenshaw        | Papp Ágnes                      | Szabó Máté                           |
| Csengő                        | N/A                   | Bartucz Attila                  | Szokol Péter                         |
| Tükörtámasztó majom           | N/A                   | Bartucz Attila                  | ?                                    |
| Hosszúnyakú dínó hintaállvány | N/A                   | Bartucz Attila                  | ?                                    |
| Mamut tűzcsap                 | N/A                   | Riha Zsófi                      | Grúber Zita                          |
| Enikő másik barátnője         | N/A                   | Riha Zsófi                      | Gerbert Judit                        |
| Pincérnő                      | N/A                   | Riha Zsófi                      | Gerbert Judit                        |
| Kilépő táncosnő               | N/A                   | Zsolnai Júlia                   | Gerbert Judit                        |
| Házfogadósok                  | Randy Crenshaw ?      | ?                               | ?                                    |
| Esküvői fogadó énekes         | Darryl Phinnessee     | eredeti nyelven                 | ?                                    |
| Subidubidút játszó Zongorista | Darryl Phinnessee     | eredeti nyelven                 | ?                                    |
| Sirály író                    | Henry Polic II        | ?                               | ?                                    |

Énekhangok (2. magyar változatban): Arany Tamás, Bakó Szabolcs, Csordás Ilona, Csuha Lajos, Dancsák Gyula, Posta Victor, Sági Tímea, Wégner Judit

## Betétdal
| A 2. magyar változat dalai | A 2. magyar változat dalai | A 2. magyar változat dalai | A 2. magyar változat dalai |
| Magyar                     | Magyar                     | Angol                      | Angol                      |
| Dal                        | Előadó                     | Dal                        | Előadó                     |
| -------------------------- | -------------------------- | -------------------------- | -------------------------- |
| ?                          | Papp János Mikó István     | Meet the Flintstones       | Henry Corden Frank Welker  |
| ?                          | ?                          | Neanderthal                | N/A                        |
| Subidubidú                 | ?                          | I Yabba-Dabba Do           | Darryl Phinnessee          |